# کورت وید استاین
کورت وید استاین (انگلیسی: Kurt vid Stein؛ زادهٔ ۱۷ نوامبر ۱۹۳۵) دوچرخه‌سوار اهل دانمارک است.